# Flodand
Flodand (Anas sparsa) är en afrikansk andfågel i släktet Anas.

## Utseende, ruggning och fältkännetecken
Flodand är en helsvart and med vita fläckar på ryggen och ovansidan av vingarna, och med blå vingspegel. Den är en medelstor and och hanen är uppenbart större än honan. Under ruggningen genomgår de en period på 25-30 dagar då de ej kan flyga. Hanarna ruggar i oktober till februari (flest i november), medan honorna ruggar i november till februari.

## Utbredning och systematik
Flodand är en stannfågel som lever i centrala och södra Afrika. Genetiskt är den mest närbesläktad med gräsandsgruppen i undersläktet Anas, men uppvisar vissa annorlunda beteenden  och dräktkaraktärer vilket gör att den, i väntan på ytterligare studier, placeras som ensam art i undersläktet Melananas.
Den delas upp i två underarter:
- Anas sparsa leucostigma - förekommer i söder om Sahara i Etiopien och Sudan söderut till Zimbabwe.
- Anas sparsa sparsa - förekommer i södra Afrika, söder om Zimbabwe.

Trots det tidigare namnet afrikansk svartand är den inte nära släkt med svartand (Anas rubripes).

## Ekologi

### Biotop och beteende

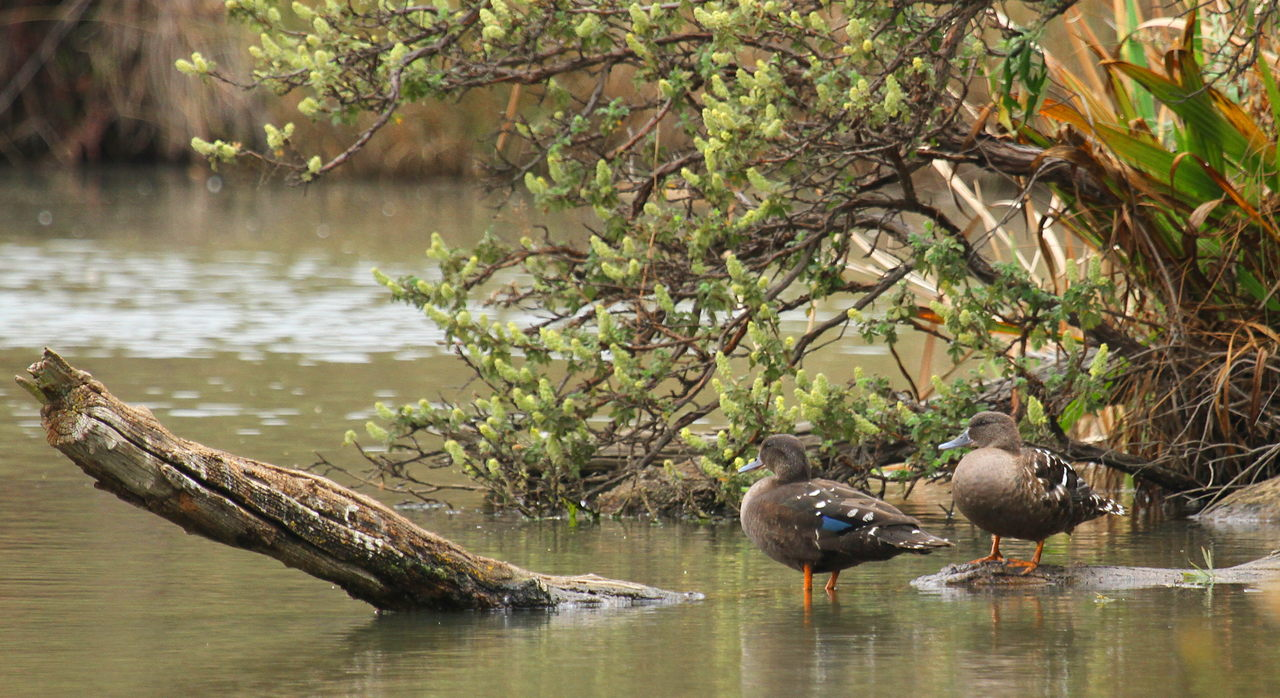
Ett par av flodand.

Flodanden föredrar snabbt strömmande vatten, som floder och bäckar, gärna med stenig botten, i skogsbiotoper eller i bergsområden på upp till 4250 meters höjd. Den återfinns även i öppna biotoper som sjöar, vattenreservoarer, laguner och liknande. Vissa populationer i Sydafrika övernattar på större öppna vatten för att på morgonen återvända till floden eller bäcken. Den är en skygg och revirhävdande art som dagtid oftast ses ensamma eller i par, men den bildar mindre, och sällsynt större, flockar nattetid.

### Häckning
Fågeln bygger sitt bo direkt på marken, nära strömmande vatten, på öar och liknande. Boet har alltid skydd så att det inte syns från ovan. Den har olika häckningstider i olika områden vilket gör att populationen som helhet häckar året om. Den lägger fyra till åtta ägg som honan ruvar i ungefär 30 dagar. Det är även honan själv som tar hand om ungarna tills de är flygga efter ungefär 85 dagar.

### Föda
Flodanden lever av larver och puppor som den finner under stenar, vattenlevande mindre djur, växtmaterial, frön, småfisk, snäckor och krabbor.

## Status och hot
Arten har ett stort utbredningsområde, men tros minska i antal, dock inte tillräckligt kraftigt för att den ska betraktas som hotad. Internationella naturvårdsunionen IUCN listar arten som livskraftig (LC). Världspopulationen uppskattas till mellan 29 100 och 70 100 adulta individer.

## Namn
Flodanden kallades tidigare afrikansk svartand, men justerades 2022 då den inte står nära den amerikanska svartanden.